# Пилкохвоста котяча акула африканська
Пилкохвоста котяча акула африканська (Galeus polli) — акула з роду Пилкохвоста котяча акула родини Котячі акули.

## Опис
Загальна довжина досягає 43-46 см. Голова помірно довга, вузька, сплощена зверху. Ніс загострений. Очі відносно великі, овальні, горизонтальної форми, з мигальною перетинкою. Під очима є невеличкі щічні горбики. Відразу за очима розташовані крихітні бризкальця. Ніздрі невеликі з трикутними носовими клапанами. Губні борозни короткі, розташовані в кутах рота. Рот великий, широко зігнутий. Зуби дрібні з багатьма верхівкам, з яких центральна є високою та гострою, 1-2 маленьких бокових. У неї 5 пар коротких зябрових щілин. Тулуб стрункий, циліндричний, подовжений. Грудні плавці великі, широкі. Має 2 невеличких спинних плавці з округлими кінчиками. Черевні плавці маленькі. Анальний плавець дуже широкий, його основа досягає 14-17% довжини усього тіла. Хвостовий плавець вузький. На його передній частині присутній пилкоподібний хребет, утворений великою шкіряною лускою.
Забарвлення світло-коричневе. У молодих особин на спині та боках присутні нечіткі темні сідлоподібні плями, які повністю зникають з віком. Ротова порожнина темного забарвлення.

## Спосіб життя
Тримається на глибинах від 160 до 720 м, зазвичай 250–500 м, на континентальному шельфі, верхніх континентальних схилах. Доволі млява акула. Полює біля дна, є бентофагом. Живиться креветками, крабами, раками, головоногими молюсками, анчоусами, мерлузами, гренадерами.
Статева зрілість у самців настає при розмірі 30-46 см, самиць — 30-43 см. Є єдиним видом свого роду, що розмножується яйцеживородженням. Самиці народжують до 12 дитинчат завдовжки 12-18 см.

## Розповсюдження
Мешкає від узбережжя Марокко до Північної Капської провінції (ПАР), особливо часто зустрічається в акваторії Намібії.